# Xenophrys daweimontis
Xenophrys daweimontis là một loài lưỡng cư thuộc họ Megophryidae.
Loài này có ở Trung Quốc và có thể cả Việt Nam.
Môi trường sống tự nhiên của chúng là vùng núi ẩm nhiệt đới hoặc cận nhiệt đới và sông ngòi.
Chúng hiện đang bị đe dọa vì mất môi trường sống.